# Bill Anderson (cantante)
James William Anderson III, noto come Bill Anderson (Columbia, 1º novembre 1937), è un cantante statunitense.
Tra i suoi brani più conosciuti vi sono Mama Sang a Song, Still, I Get the Fever, For Loving You (con Jan Howard), My Life (Throw It Away If I Want To), Sometimes (con Mary Lou Turner) e World of Make Believe.

## Discografia parziale
- 1962 - Country Heart Songs
- 1963 - Still
- 1964 - Bill Anderson Sings
- 1965 - From This Pen
- 1965 - Bright Lights and Country Music
- 1966 - I Love You Drops
- 1967 - Get While the Gettin's Good
- 1967 - Greatest Hits Volume 1
- 1968 - For Loving You (con Jan Howard)
- 1968 - Wild Weekend
- 1969 - My Life/But You Know I Love You
- 1970 - Love Is a Sometimes Thing
- 1972 - Bill and Jan or Jan and Bill (con Jan Howard)
- 1972 - Don't She Look Good
- 1973 - Bill
- 1976 - Sometimes (con Mary Lou Turner)
- 1979 - Nashville Mirrors
- 1984 - Yesterday, Today, and Tomorrow
- 1994 - Country
- 2002 - No Place Like Christmas
- 2013 - Life